# Campionati europei di canoa slalom 2015
I Campionati europei di canoa slalom 2015 sono stati la 16ª edizione della competizione continentale. Si sono svolti a Markkleeberg, in Germania, dal 28 al 31 maggio 2015.

## Medagliere
| Pos.   | Paese         | Oro | Argento | Bronzo | Totale |
| ------ | ------------- | --- | ------- | ------ | ------ |
| 1      | Slovacchia    | 3   | 0       | 2      | 5      |
| 2      | Germania      | 2   | 4       | 0      | 6      |
| 3      | Spagna        | 2   | 0       | 1      | 3      |
| 4      | Gran Bretagna | 1   | 2       | 3      | 6      |
| 5      | Francia       | 1   | 0       | 1      | 2      |
| 6      | Slovenia      | 1   | 0       | 0      | 1      |
| 7      | Rep. Ceca     | 0   | 3       | 1      | 4      |
| 8      | Polonia       | 0   | 1       | 0      | 1      |
| 9      | Italia        | 0   | 0       | 1      | 1      |
| 9      | Russia        | 0   | 0       | 1      | 1      |
| Totale | Totale        | 10  | 10      | 10     | 30     |

## Podi

### Uomini
| Evento              | Oro | Punti  | Argento                                                                                         | Punti  | Bronzo | Punti  |
| Canoa C-1           | Benjamin Savšek                                                                                              | 97,70  | Sideris Tasiadis                                                                                | 98,15  | Matej Beňuš | 100,18 |
| Canoa C-1 a squadre | Slovacchia Michal Martikán Alexander Slafkovský Matej Beňuš                                                  | 115,03 | Rep. Ceca Michal Jáně Stanislav Ježek Tomáš Rak                                                 | 117,70 | Gran Bretagna David Florence Ryan Westley Adam Burgess                                                          | 119,24 |
| Canoa C-2           | Germania Thomas Becker Robert Behling                                                                        | 104,46 | Germania Franz Anton Jan Benzien                                                                | 104,72 | Gran Bretagna David Florence Richard Hounslow                                                                   | 106,06 |
| Canoa C-2 a squadre | Slovacchia Pavol Hochschorner / Peter Hochschorner Ladislav Škantár / Peter Škantár Tomáš Kučera / Ján Bátik | 131,24 | Rep. Ceca Ondřej Karlovský / Jakub Jáně Jonáš Kašpar / Marek Šindler Tomáš Koplík / Jakub Vrzáň | 131,93 | Russia Dmitrij Larionov / Michail Kuznecov Maxim Obraztsov / Alexei Suslov Alexander Ovchinikov / Aleksei Popov | 140,46 |
| Kayak K-1           | Boris Neveu                                                                                                  | 90.80  | Alexander Grimm                                                                                 | 92,07  | Andrej Málek | 94,02  |
| Kayak K-1 a squadre | Germania Sebastian Schubert Hannes Aigner Alexander Grimm                                                    | 105,76 | Gran Bretagna Richard Hounslow Joseph Clarke Bradley Forbes-Cryans                              | 108,01 | Italia Daniele Molmenti Andrea Romeo Giovanni De Gennaro                                                        | 109,81 |

### Donne
| Evento              | Oro                                                            | Punti  | Argento                                                   | Punti  | Bronzo                                                       | Punti  |
| Canoa C-1           | Kimberley Woods                                                | 123,13 | Mallory Franklin                                          | 125,85 | Núria Vilarrubla                                             | 127,89 |
| Kayak C-1 a squadre | Spagna Núria Vilarrubla Klara Olazabal Annebel van der Knijff  | 158,72 | Rep. Ceca Kateřina Hošková Monika Jančová Tereza Fišerová | 160,41 | Gran Bretagna Kimberley Woods Mallory Franklin Eilidh Gibson | 161,19 |
| Kayak K-1           | Maialen Chourraut                                              | 108,09 | Ricarda Funk                                              | 108,52 | Kateřina Kudějová                                            | 119,30 |
| Kayak K-1 a squadre | Slovacchia Kristína Zárubová Jana Dukátová Kristína Nevařilová | 133,95 | Polonia Natalia Pacierpnik Klaudia Zwolińska Sara Ćwik    | 136,50 | Francia Carole Bouzidi Marie-Zélia Lafont Émilie Fer         | 141,90 |